# حسین‌آباد (فسارود)
حسین‌آباد، روستایی در دهستان پاسخن بخش فسارود شهرستان داراب در استان فارس ایران است.

## جمعیت
بر پایه سرشماری عمومی نفوس و مسکن در سال ۱۳۹۵، جمعیت این روستا برابر با ۵۵۷ نفر (۱۵۷ خانوار) بوده است.